# História do Tocantins
O estado brasileiro do Tocantins foi criado pela Constituição de 1988, sendo emancipado do estado de Goiás.

## Período colonial
No século XVI, dentro do contexto da política mercantilista que concentrava no comércio, o acúmulo de riquezas, e nas posses de colônias e metais preciosos, surge inerente à descoberta (usaremos o termo chegada, visto que os índios já viviam aqui quando os europeus chegaram), do Brasil, o processo de ocupação do hoje conhecido estado do Tocantins.  
A fase pré-colonial cuja maior referência é a chegada dos colonizadores em 22 de abril de 1500, traz a luz fatos interessantes que permeiam o início do processo de colonização das regiões que deram origem ao estado.
O Tratado de Tordesilhas, que dividia terras recentemente descobertas em meados de 1494, trairia o rei de Portugal, de forma que mais tarde por medo de perder seu mais novo território para outros países organizara sua primeira expedição comandada por Martin Afonso de Sousa, isso em 1530, já que suas chamadas expedições Guarda-costas, não apresentaram resultados contra os corsários e piratas que contrabandeavam o Pau-brasil.

### O açúcar - Pré Colonial
O Brasil, na época uma colônia, era administrado pela metrópole tanto politicamente quanto economicamente. Tudo era fornecido e/ou consumido pela corte e concidadãos metropolitanos, quer fossem metais preciosos ou produtos tropicais eram os tais quem os adquiriam.
Portugal, no entanto, tinha planos de colonizar suas novas terras, e o processo deu-se pela costa, dando-se prioridade ao plantio da cana-de-açúcar, na época principal produto de exportação da coroa portuguesa. Mas esse ponto de vista deu aos também interessados na nova terra, oportunidade de ingressarem pelo interior do Brasil; franceses, britânicos e holandeses pela região nordeste, onde eles estabeleceriam colônias como base de suas futuras explorações. Não é preciso dizer que o clima tropical da nova terra, principalmente do nordeste, favoreceu o cultivo da cana que após transformada em açúcar tinha enorme aceitação no mercado europeu.
Portugal lucraria muito com a produção no Brasil.

### Capitanias Hereditárias
Divisões de faixas de terra feitas pela coroa a fim de organizar melhor o território, eram as Capitanias hereditárias que acabaram se tornando um grande fracasso, graças a distância da metrópole, e aos constantes ataques de índios e piratas. A salvo as de São Vicente e Pernambuco, com resultados que agradaram ao rei e comerciantes.
Holandeses fixaram-se na região nordeste entre 1630 a 1654, governados por Maurício de Nassau. Contudo o açúcar já estava decadente iniciando o processo de interiorização do Brasil.

### Bandeiras
Com a conquista por parte de ingleses, franceses, espanhóis e holandeses mais ao norte do Brasil, os mesmos descobriram a foz rio Tocantins a partir de 1498. Para catequizar os nativos deixaram o padre capuchinho francês Yves d'Evreus. Na área hoje compreendida Maranhão, Pará, Tocantins e Amazonas e com a ajuda dos índios Tupinambás tiveram a pretensão de colonizar a amazônia,através do empreendimento França Equinocial. Nessa época não havia nem a vila de Belém , nem as capitanias do Maranhão e Pará. Eles subiram o Rio Tocantins, pela foz ,foram aprendendo a língua e os  hábitos dos indígenas da região,fundaram feitorias no Baixo e Médio Tocantins e Alto Araguaia. a corte não podendo ultrapassar o tratado de Tordesilhas, contratou secretamente expedições. As conhecidas Bandeiras, que deram aos seus membros o nome de bandeirantes, eram na verdade expedições particulares, mercenários que em busca de riquezas, eram capazes das maiores aventuras no interior do Brasil.
Em 1590 a primeira bandeira sob o comando de Antônio Macedo e Domingos Luís Grau partia de São Paulo e após três anos possivelmente chegou aos sertões de Goiás, no leste do Tocantins.
Em 1690 surgem em Minas Gerais as primeiras lâminas de ouro, mais tarde em 1718 em Cuiabá, de forma que  Goiás situado entre estes dois estados alimentou a crença de que também guardava o precioso metal em seu subsolo. Com essa argumentação o bandeirante Bartolomeu Bueno da Silva, o Anhanguera conseguiu licença do rei de Portugal para explorar a região. Essa movimentação em torno de Goiás é que povoou a região, sendo assim Anhanguera não foi o primeiro a pisar na região, mas sim o povoador, já que os que antes estiveram lá (Bandeirantes e Jesuítas) não se fixavam na região, apenas exerciam suas atividades, os primeiros explorando, e os segundos catequizando depois indo embora.
Anhanguera, que era filho do primeiro Anhanguera que esteve nessa região, acompanhara seu pai anos antes, sendo ele mencionado na história como o homem que ateou fogo em álcool na presença de índios para convencê-los de que era algum tipo de mago, ou pajé. É sabido, no entanto que tal artifício era comum entre os bandeirantes, e que o primeiro deles a utilizar esse ardil foi Francisco Pires Ribeiro. Saindo de São Paulo em 3 de julho de 1722, a rota era conhecida até o Rio Grande, mas elementos da natureza como regiões semi-desérticas do cerrado fizeram muitos dos bandeirantes morrerem de fome, tal era a situação que os sobreviventes precisaram comer macacos, cachorros e até alguns dos próprios cavalos.
Obstinado Anhanguera não cedia ao fracasso a possibilidade de vitória, e jamais aceitava a ideia de que deveria voltar de mãos vazias. Após várias mortes, seja por causa da fome, doenças ou ataques de índios hostis, Anhanguera finalmente  descobriu ouro nas cabeceiras do rio Vermelho na região da atual cidade de Goiás, e dali não demorou muito até que as minas da região tornassem-se conhecidas por Minas dos Goyazes.

### Povoamento
Com a descoberta de ouro, a região logo tornou-se foco de grandes deslocamentos populacionais, num contingente enorme de pessoas em busca do grande Eldorado.
Bueno foi declarado Superintendente das minas de Goiás que era jurisdicionada a São Paulo como intendência, a ele cabia manter a ordem legal e instaurar a os tributos.
O povoamento da região Tocantinense deu no século XVII com o processo de ocupação que ultrapassou a linha do tratado de Tordesilhas. Nessa época toda região que é o estado do Tocantins era habitada por índios, e poucos se conheciam. Apenas algumas expedições conseguiram cruzar as nossas terras, mas descobriram muito pouco. 
Com o passar dos tempos, o ouro, a pecuária e, por último , as entradas e a exploração do solo com a identificação da agricultura, modificaram a paisagem do Tocantins.Entendemos os passos e os fatos marcantes dessa transformações.

### Estrutura social política e econômica
Sant’Ana, que depois seria chamada de Vila Boa e mais tarde, Cidade de Goiás  era resultado da crescente migração em busca de ouro naquela região. Uma estrutura social, política e econômica estava surgindo ali. Dez anos se passariam e em 1736, e 10.263 escravos seriam encontrados nas minas.
A cidade que se tornaria, 200 anos mais tarde capital do território tinha uma densidade irregular e instável. Apenas  três zonas povoaram-se com certa regularidade, sendo elas: Centro-sul, que era composta por Sta. Cruz, Sta. Luzia (Luziânia), Meia Ponte (Pirenópolis), Jaraguá, Vila Boa e Arraias, Pirenópolis chegou a disputar a categoria de Sede do Governo, dada sua importância como centro de comunicações; A segunda zona era na região de Tocantins, composta por Alto do Tocantins ou Maranhão, Traíras, Água Quente, São José (Niquelândia), Santa Rita, Muquém, etc. Enfim mais ao norte a capitania atingia uma extensa zona entre o Tocantins e os chapadões limitando-se com a Bahia. Arraias, São Félix, Cavalcante, Natividade, São José do Duro (Dianópolis), e Porto Real (Porto Nacional) o arraial mais setentrional.
1730 e 1740 foram décadas importantes ocorrendo as descobertas de ouro no lado norte de Goiás, formando os primeiros arraiais no território do hoje estado do Tocantins (Natividade e Almas 1734, Arraias e Chapada 1736, Porto Real e Pontal 1738). Em 1740, Conceição, Carmo, Taboca e mais tarde Príncipe este último em 1770. Alguns como: Príncipe, Taboca e Pontal foram extintos. Outros resistiram ao fim da mineração e no século XIX tornaram-se vilas e mais tarde cidades.

## Período Imperial
Em 1808 Dom João VI criou por meio de um despacho a a capitania-comarca de São João das Duas Barras estabelecendo a capital nas freguesias de São João das Duas Barra (homônima) e Vila de Palma. Esta compreendia os territórios do estados brasileiros do Tocantins, na época capitania de Goyaz, e a porção sul da capitania do Grão-Pará. Em 1814 São João das Duas Barras perde o status de capitania, vinculando-se administrativamente a capitania de Goyaz.  A capitania-comarca foi o embrião do atual estado do Tocantins.

## Emancipação

Gurupi, em setembro de 1958, trinta anos antes da emancipação. Arquivo Nacional.

O Estado do Tocantins foi criado pela Constituição de 1988 sendo emancipado do Estado de Goiás neste mesmo ano. No entanto este sonho já vinha desde o século XVII, seduzidos pelo canal de transporte que o rio Tocantins representava para o desenvolvimento do interior do Brasil.